# Hakoah Stanisławów
Hakoah Stanisławów (hebr. ‏מועדון ספורט יהודי הכח סטאַניסלעװ‎) – żydowski klub piłkarski z siedzibą w mieście Stanisławów (obecnie Iwano-Frankiwsk na Ukrainie), działający w latach 1908–1939.

## Historia
Chronologia nazw:
- 1908: Ż.K.S. [Żydowski Klub Sportowy] Hakoah Stanisławów
- 1939: klub rozwiązano

Piłkarska drużyna została założona 1908 roku w lonie Żydowskiego towarzystwa gimnastycznego "Hakoah" Stanisławów. Zespół występował w rozgrywkach Klasy A (1929), klasy B (1922—1928; 1930—1933), klasy C (1921) lwowskiego OZPN, a z 1934 — w klasie B stanisławowskiego OZPN. 
We wrześniu 1939, kiedy wybuchła II wojna światowa, klub przestał istnieć.

## Inne
- Prołom Stanisławów
- Rewera Stanisławów
- Stanisławowia Stanisławów
- Strzelec Górka Stanisławów
- Strzelec Raz Dwa Trzy Stanisławów